# Parti socialiste guyanais
Pour les autres articles nationaux ou selon les autres juridictions, voir Parti socialiste.
Le Parti socialiste guyanais (abrégé en PSG) est un parti politique du département et région de la Guyane. 
Il ne s'agit pas de la fédération locale du Parti socialiste, qui existe par ailleurs sous le nom de Fédération de la Guyane du Parti socialiste, bien qu'il en soit proche idéologiquement.

## Positions idéologiques
Le Parti socialiste guyanais est très proche idéologiquement du Parti socialiste. 
Les principales divergences sont sur la question de l'immigration, Antoine Karam en son temps a marqué un soutien appuyé aux politiques de François Baroin et Nicolas Sarkozy (UMP) à la fin des années 2000, ainsi que sur l'autonomie de la Guyane, le PSG demandant la fin de la départementalisation.

## Histoire

### Création (1956)
Le Parti socialiste guyanais fut fondé en 1956 par Justin Catayée, ex-membre de la SFIO et fondateur de la section guyanaise de celle-ci en 1951, avec comme autres dirigeants Henri Agaranthe et Paul Kaly. Ils viennent pour la plupart du milieu de l'enseignement (Catayée est professeur de mathématiques au lycée Félix Éboué de Cayenne).
Le parti fut créé pour protester contre la départementalisation de la Guyane et demander un statut d'autonomie pour celle-ci. Il vient également de la désapprobation du choix de l’inspecteur des douanes Paul Ophion comme candidat de la SFIO aux législatives du 2 janvier 1956. 

### Parti dominant de la Guyane (1958-1993)
Durant plusieurs décennies, le PSG est la principale force de gauche en Guyane. Il est représenté à l'Assemblée nationale par Justin Catayée de 1958 à 1962, par Léopold Héder de 1962 à 1967 et par Élie Castor de 1981 à 1993 ; au Sénat par Léopold Héder de 1971 à 1978, par Henri Agarande de 1978 à 1980, par Raymond Tarcy de 1980 à 1989 et par Georges Othily de 1989 à 1992. De plus, le conseil régional de la Guyane est présidé par un membre du PSG de 1980 à 2010 et le conseil général entre 1970-1973, 1979-1982 et 1985-1998.

### Difficultés (1992-2010)
À partir des années 1990, le PSG connaît une perte d'influence à cause de divisions internes. Le sénateur Georges Othily créé Forces démocratiques de Guyane en 1992) mais le PSG doit aussi faire face au cours de cette décennie mouvementée à l'émergence progressive de nouveaux partis de gauche comme Walwari.
En 2008, Rodolphe Alexandre (1er adjoint PSG de Cayenne) se présente en dissidence face au maire Jean-Claude Lafontaine. Exclu du parti, il remporte l'élection dès le 1er tour avec 50,88 % des voix contre 36,04 % pour la liste menée par le maire PSG sortant. Rodolphe Alexandre créé en 2010 le mouvement Guyane 73, aujourd'hui Guyane rassemblement, ce qui affaiblit encore plus le PSG.

### Regain de courte durée (2012-2015)
Toutefois, le Parti socialiste guyanais connaît un regain d'influence dans les années 2010 avec les élections de Gabriel Serville (ex-FDG) aux législatives de 2012, de Antoine Karam aux sénatoriales de 2014 et de bons résultats lors des municipales de 2014. 

### Défaite et scissions (2016-...)
Mais l'échec des élections territoriales de 2015 (la liste AGEG-PSG menée par Chantal Berthelot est éliminée au 1er tour avec 8,49 %) ravive les divisions internes. La maire de Cayenne, Marie-Laure Phinéra-Horth, fonde son propre parti Nouvelle force de Guyane en 2016 tout comme le député Gabriel Serville avec Péyi Guyane en 2017, tandis que le sénateur et ancien secrétaire général, Antoine Karam se rapproche de La République en marche, tout comme Georges Patient élu sénateur en 2017 qui rejoint le groupe La République en marche.
Lors du congrès de rentrée 2019, Roland Léandre (secrétaire général depuis 2016) annonce l'adhésion de Gauthier Horth, conseiller territorial élu en 2015 sur la liste Pour une Guyane audacieuse menée par Alain Tien-Liong.

## Secrétaires généraux
| Début | Fin         | Nom                  | Qualité |
| ----- | ----------- | -------------------- | --- |
| 1956  | 1962        | Justin Catayée       | Professeur de mathématiques Député de la Guyane (1958 → 1962) Conseiller municipal de Cayenne (1953 → 1959) |
| 1962  | 1978        | Léopold Héder        | Directeur des hôpitaux Député de la Guyane (1962 → 1967) Sénateur de la Guyane (1971 → 1978) Président du conseil général de la Guyane (1970 → 1973) |
| 1978  | 1985        | Direction collégiale | Direction collégiale |
| 1985  | 1989        | Gérard Holder        | Directeur d'école retraité Conseiller général du canton de Cayenne Sud-Ouest (1979 → 1998) Vice-président du conseil général de la Guyane |
| 1989  | 1993        | Antoine Karam        | Professeur d'histoire Président du Conseil régional de 1992 à 2010 Conseiller municipal de Cayenne de 1977 à 2002 |
| 1993  | 2003        | Marie-Claude Verdan  | Cadre de santé Conseillère générale de Cayenne Centre (1994 → 2008) Conseillère régionale (1992 → 2008). |
| 2003  | 2008        | Antoine Karam        | Professeur d'histoire Président du Conseil régional (1992 → 2010) Conseiller municipal de Cayenne (1977 → 2002) |
| 2008  | 2016        | Marie-Josée Lalsie   | Secrétaire de formation au CNFPT Vice présidente du Conseil régional (2004 → 2010) Conseillère puis adjointe au maire de Cayenne (2001 → 2020). |
| 2016  | 2023        | Roland Léandre       | Directeur adjoint de l'urbanisme et de l'architecture à la Collectivité territoriale (CTG) Conseiller municipal de Matoury (2008 → 2020) |
| 2023  | en fonction | Patrice Catayée      | Militant au sein du PSG (1990) Cantonal KRU (1992) Municipale KRU (1995) Directeur de campagne Claude Plénet (2008) Conseiller municipal de Rémire-Montjoly (2008) Directeur de campagne Joëlle Suzanon Sankalé (2014) Directeur de campagne Nahel Lama (2020) Candidat aux législatives (2022) |

## Résultats électoraux

### Élections législatives
| Année | Premier tour       | Premier tour       | Premier tour       | Second tour        | Second tour        | Second tour         | Sièges             | Députés            | Groupe              |
| Année | Voix               | %                  | Rang (en voix)     | Voix               | %                  | Rang (en voix)      | Sièges             | Députés            | Groupe              |
| ----- | ------------------ | ------------------ | ------------------ | ------------------ | ------------------ | ------------------- | ------------------ | ------------------ | ------------------- |
| 1958  | 3 485              | 42,76              | 1er                |                    |                    |                     | 1 / 1              | Justin Catayée     | NI                  |
| 1962  | 4 216              | 49,55              | 1er                | 1 / 1              | Léopold Héder      | SOC                 |                    |                    |                     |
| 1967  | 4 790              | 44,91              | 2e                 | 0 / 1              | Aucun              | Extra-parlementaire |                    |                    |                     |
| 1968  | Ne se présente pas | Ne se présente pas | Ne se présente pas | Ne se présente pas | Ne se présente pas | Ne se présente pas  | Ne se présente pas | Ne se présente pas | Ne se présente pas  |
| 1973  | 4 329              | 40,48              | 2e                 |                    |                    |                     | 0 / 1              | Aucun              | Extra-parlementaire |
| 1978  | 5 522              | 43,25              | 2e                 | 0 / 1              | Aucun              | Extra-parlementaire |                    |                    |                     |
| 1981  | 5 661              | 51,19              | 1er                | 7 210              | 53,56              | 1er                 | 1 / 1              | Élie Castor        | app. SOC            |
| 1986  | 7 539              | 48,34              | 1er                |                    |                    |                     | 1 / 2              | Élie Castor        | app. SOC            |
| 1988  | 8 077              | 56,81              | 1er                | 4 902              | 48,58              | 1er                 | 1 / 2              | Élie Castor        | app. SOC            |
| 1993  | 3 784              | 17,88              | 4e                 | 4 255              | 44,53              | 2e                  | 0 / 2              | Aucun              | Extra-parlementaire |
| 1997  | 1 395              | 8,42               | 4e                 | 3 837              | 20,83              | 3e                  | 0 / 2              | Aucun              | Extra-parlementaire |
| 2002  | 2 277              | 13,44              | 3e                 |                    |                    |                     | 0 / 2              | Aucun              | Extra-parlementaire |
| 2007  | 4 782              | 20,85              | 2e                 | 9 012              | 34,63              | 2e                  | 1 / 2              | Chantal Berthelot  | app. SRC            |
| 2012  | 4 479              | 20,13              | 2e                 | 8 369              | 31,10              | 1er                 | 1 / 2              | Gabriel Serville   | GDR                 |
| 2017  | 3 595              | 16,38              | 2e                 | 7 546              | 26,96              | 2e                  | 1 / 2              | Gabriel Serville¹  | GDR                 |
| 20222 | 416                | 1,55               | 11e                |                    |                    |                     | 0 / 2              | Aucun              | Extra-parlementaire |
| 2024  | Ne se présente pas | Ne se présente pas | Ne se présente pas | Ne se présente pas | Ne se présente pas | Ne se présente pas  | Ne se présente pas | Ne se présente pas | Ne se présente pas  |

¹ Gabriel Serville quitte le PSG le 30 septembre 2017.

2Soutenu par Walwari.

### Élections régionales puis territoriales
| Année | Premier tour | Premier tour | Premier tour   | Sièges  | Résultats  |
| Année | Voix         | %            | Rang (en voix) | Sièges  | Résultats  |
| ----- | ------------ | ------------ | -------------- | ------- | ---------- |
| 1986  |              | 42,12        | 1er            | 15 / 31 | Majorité   |
| 1992  |              | 39,55        | 1er            | 16 / 31 | Majorité   |
| 1998  | 5 486        | 28,28        | 1er            | 11 / 31 | Majorité   |
| 2004  | 5 936        | 22,45        | 2e             | 17 / 31 | Majorité   |
| 2010  | 1 845        | 6,14         | 3e             | 1 / 31  | Opposition |
| 2015  | 3 067        | 8,49         | 3e             | 0 / 51  | Opposition |
| 2021A | 8 020        | 23,34        | 3e             | 1 / 55  | Majorité   |

A Dans le cadre d'une union avec l'AGEG, Walwari, GÉ, le MDES et la NFG.

### Élections municipales

#### 2008
Après les municipales de 2008 le parti dirige cinq mairies :
1. Cayenne, avec Rodolphe Alexandre, mais qui quitte le PSG pour « Guyane 73 » et reçoit l'investiture de l'UMP en 2010 pour les régionales. Une fois élu président de la région, il démissionne et Marie-Laure Phinéra-Horth, qui est restée au PSG, le remplace à la mairie.
2. Remire-Montjoly (Jean-Marcel Ganty).
3. Mana (Georges Patient).
4. Apatou (Paul Dolianki).
5. Grand-Santi (Paul Martin).

#### 2014
Les élections voient le renforcement du parti, car tous les sortants sont reconduits, mais il se renforce également dans le grand Cayenne avec la victoire de Gabriel Serville à Matoury sur Jean-Pierre Roumillac (UMP). La victoire de Georges Elfort à Saint-Georges dans l'Est ajoute une septième mairie au PSG.
Mais au cours du mandat la plupart des maires quittent le parti.
Sortants réélus :
1. Cayenne (Marie-Laure Phinéra-Horth). Mais elle quitte le PSG pour créer son propre mouvement Nouvelle force de Guyane
2. Remire-Montjoly (Jean-Marcel Ganty). Il quitte l'orbite du PSG en cours de mandat.
3. Mana (Georges Patient). Il est élu sénateur en septembre 2017, son remplaçant à la mairie Albéric Benth est membre de l'À gauche en Guyane.
4. Apatou (Paul Dolianki). Il rejoint en 2017 le parti Guyane rassemblement.
5. Grand-Santi (Paul Martin). Il rejoint en 2017 le parti Guyane rassemblement.

Mairies gagnées : 
1. Matoury (Gabriel Serville). Mais il quitte le PSG en septembre 2017 pour créer son propre mouvement Péyi Guyane.
2. Saint-Georges (Georges Elfort).

#### 2020
Des six maires de 2014, seul Georges Elfort de Saint-Georges est resté au parti.
Seul Félix Dada réussit à reprendre une mairie (Grand-Santi) détenue précédemment par le PSG.
Le parti présente sept listes, la plupart d'ouverture, et soutient son ancienne membre Marie-Laure Phinéra-Horth à Cayenne.
Sortant :
1. Saint-Georges (Georges Elfort).

Mairie reprise : 
1. Grand-Santi (Félix Dada).